# 다카자야촌
다카자야촌(高茶屋村)은 일본 미에현 이치시군에 설치되었던 촌이다. 현재의 쓰시의 일부에 해당한다.